# Al-H̠ansā’
Al-Khansā’ (en arabe : الخَنْساء) est le surnom de Tumād̩ir bint ʿAmr (تُماضِر بنت عمرو), poétesse arabe semi-légendaire qui serait née dans la période qui précède l'avènement de la prophétie de Mahomet (avant 610) et serait morte sous le califat de ʿOmar ibn al-Khat̩t̩āb, entre 634 et 644. L'adjectif Khansā’ signifie « qui a le nez écrasé » et désigne par extension la gazelle,.

## Éléments biographiques
Les anecdotes, largement légendaires, relatives à la vie d'al-H̠ansā’, nous sont connues grâce aux grands ouvrages des IXe et Xe siècles consacrés à la vie des poètes, tels T̩abaqāt Fuh̩ūl al-Šuʿarā’ d’Ibn Sallām al-Ǧumah̩ī, al-Šiʿr wa-l-šuʿarā’ d’Ibn Qoutayba, le Livre des chansons d’Abū al-Faraǧ al-Is̩fahānī.
D'après Ibn Qoutayba, elle aurait été demandée en mariage par le poète Durayd b. al-S̩imma, de la tribu de Ǧušam, qu'elle aurait rejeté sans ménagement, refusant de se marier hors de sa tribu des Banū Sulaym.
Selon une autre tradition, elle se serait rendue au marché de ʿUkāz̩ où les poètes venaient rencontrer leur aîné al-Nābiġa al-D̠ubyānī et lui présenter leurs vers. Al-Aʿšā et H̩assān b. T̠ābit seraient entre autres venus entendre l'avis de leur maître sur leurs vers. Entendant la poésie d'al-H̠ansā’, venue après eux, al-Nābiġa al-D̠ubyānī s'exclame : "Par Dieu, si Abū Bas̩īr [= al-Aʿšā] ne m'avait pas déjà récité [ses vers], je t'aurais déclaré la meilleure poétesse d'entre les djinns et les hommes !".
D'autres anecdotes, toujours chez Ibn Qoutayba, insistent sur l'attachement d'al-Khansā’ pour son frère S̩akḫr. Ce dernier partage par deux fois sa fortune en deux et en donne la meilleure part à al-H̠ansā’ pour renflouer son mari qui s'était ruiné à force de dons.
À la mort de S̩akḫr, sa sœur le pleure jusqu'à en devenir aveugle.

Elle se convertit à l'islam après sa rencontre avec le prophète Mahomet.

## Œuvre poétique
À ses débuts, Al Khansa composait des quintiles et des tercets. Jusqu’à ce que ses frères Muʿawiya et Sakhr fussent tués dans des combats entre leur tribu, les Banū Sulaym, et des tribus rivales. Elle ne cessa de pleurer jusqu’au califat de Omar. En particulier son petit frère Sakhr qu’elle aimait d’un amour indescriptible. Cette tristesse fut transmise dans ses œuvres, jusqu’à affecter la majeure partie des poètes de son époque. La poésie de al-H̠ansā’ est principalement constituée du sentiment de deuil, d’éloges et de répétitions, traduisant alors ses pleurs, sa tristesse et son chagrin à travers ses œuvres.  
Elle doit donc sa célébrité à ses élégies funèbres (marāt̠ī) à la mémoire de ses deux frères. De plus al-H̠ansā’, avant sa conversion à l’Islam, était très proche de Hind bint ‘Utba, femme de l’un des plus éminents dirigeants de la tribu quraychite et ancienne ennemie du prophète Mahomet. Ce qui participa à sa reconnaissance auprès des arabes durant la période préislamique.
Les élégies d'al-H̠ansā’ ont été rassemblées dans un recueil (dīwān) de plus de 1000 vers à l'époque abbasside, probablement par le philologue Ibn al-Sikkīt (mort en 858). Une édition critique a été réalisée par Louis Cheikho en 1888.